# ジョン・ブランチ
ジョン・ブランチ（John Branch, 1782年11月14日 - 1863年1月4日）は、アメリカ合衆国の政治家。アメリカ合衆国上院議員を4期8年、アメリカ合衆国下院議員を1期2年務め、1817年から1820年まで第19代ノースカロライナ州知事を、1829年から1831年まで第8代アメリカ合衆国海軍長官を、そして1844年から1845年まで第6代フロリダ準州知事を務めた。

## 生涯

### 青年期
1782年、ブランチはノースカロライナ州ハリファックス郡のエンフィールドにおいて、裕福な地主の息子として生まれた。ブランチは1799年にノースカロライナ州第3地区の住民調査委員に選任され、土地・住居の査定や奴隷の数を調査した。ブランチは法学を学び、1801年にノースカロライナ大学を卒業すると、間もなく弁護士として認可を受けた。その後ブランチは農園を経営し、市民団体の指導者としての地位を確立した。

### ノースカロライナでの政治
ブランチは1811年にノースカロライナ州上院議員を務め、1817年まで同職を務めた。1815年から1817年までは上院議長を務めた。その後1817年から1820年までノースカロライナ州知事を務めた。

### 連邦議会での政治
1822年、ブランチはジェームズ・モンロー大統領からフロリダ西地区の連邦裁判所判事に任命された。同年、ブランチはアメリカ合衆国上院議員に当選し、翌1823年から1829年まで上院議員を務めた。1827年から1829年までは上院農務委員会の議長も務めた。ブランチは合衆国議会において、アンドリュー・ジャクソンを強く支持した。

### 海軍長官として
1829年、アンドリュー・ジャクソンが大統領に就任すると、ブランチはアメリカ合衆国海軍長官として指名された。海軍長官に着任したブランチは、既存の艦船の維持補修に比重を置き、新たな艦船の建造予算を縮小した。また1831年、ブランチはスマトラ島で合衆国の商船の乗組員が殺害されたことを受け、合衆国の通商促進と保護のため、原住民を処罰するためにフリゲート艦ポトマックを派遣することを決定した。ポトマックは翌1832年に同島クアラ・バットーの港を攻撃した。
1831年、陸軍長官ジョン・ヘンリー・イートンの夫人に関する不倫疑惑を巡り、閣僚内での対立が勃発した。ブランチは他の多くの閣僚とともに反陸軍長官の立場をとり、副大統領ジョン・カルフーンとともにジャクソン大統領と対立した。そしてジャクソン大統領による内閣改造の敢行により、ブランチは海軍長官を退任した。陸軍長官夫人マーガレット・オニール・イートンの不倫疑惑に端を発するこの一連の出来事は、イートン事件として知られている。
ブランチは海軍長官在任中にアメリカ海軍の管理政策の一部を刷新したが、その大部分は退任後に間もなく撤回された。

### フロリダでの政治
1831年、ブランチはノースカロライナ州第5選挙区からアメリカ合衆国下院議員に立候補し、当選した。ブランチは1832年から1833年まで下院議員を務め、その後1835年にノースカロライナ州憲法制定会議の代表に選任された。1830年代後半、ブランチはフロリダ準州のレオン郡に移り住み、ライブオーク農園の農場主としておよそ15年間を過ごした。1844年、フロリダ準州の州への昇格が決定すると、ジョン・タイラー大統領は1845年に第1回フロリダ州知事選挙が実施されるまでの中継ぎとして、ブランチを最後のフロリダ準州知事に任命した。そして1845年6月、ブランチはウィリアム・ダン・モズリーの知事選出を受けて準州知事を退任した。

### 晩年
1863年1月、ブランチはノースカロライナ州エンフィールドにおいて肺炎で死去した。ブランチの遺体はエンフィールド市内のエルムウッド墓地に埋葬された。
ブランチの死後、アメリカ海軍では、ブランチの功績を称えて、駆逐艦ブランチにその名が付けられた。またミシガン州のブランチ郡にも、その名が付けられた。